# Radio Hanoï
 (août 2025).
Radio Hanoi était une station de radio de propagande gérée par l'armée nord-vietnamienne pendant la guerre du Vietnam. Elle a été créée en 1945, lorsqu'elle a été diffusée depuis Hanoï une semaine après la déclaration de la République démocratique du Vietnam avec la déclaration « Ceci est la Voix du Vietnam, diffusée depuis Hanoi, la capitale de la République démocratique du Vietnam. ». La station était connue pour les discours de propagande d'Hanoi Hannah, qui étaient utilisés pour saper le moral américain. Ses émissions ont duré 8 ans, prenant fin lorsque les forces américaines ont quitté le pays en 1973. La station a ensuite fusionné avec la Radio de Libération du Front national de libération du Sud Viêt Nam pour devenir la station Voix du Vietnam.
En septembre 1967, Radio Hanoï transmettait un message du général Võ Nguyên Giáp intitulé « La grande victoire, la grande tâche ». À l’insu des Américains qui écoutaient le message, il s’agissait en fait d’un aperçu de l’offensive du Têt à venir (qui eut lieu le 30 janvier 1968). Dans le message, Giáp a déclaré : « Les généraux américains sont subjectifs et hautains, et ont toujours été pris par surprise et vaincus. »